# Wimbledon 1993
De 107e editie van het Britse grandslamtoernooi, Wimbledon 1993, werd gehouden van maandag 21 juni tot en met zondag 4 juli 1993. Voor de vrouwen was het de 100e editie van het graskampioenschap. Het toernooi werd gespeeld bij de All England Lawn Tennis and Croquet Club in de wijk Wimbledon van de Britse hoofdstad Londen.
Op de eerste zondag tijdens het toernooi (Middle Sunday) werd traditioneel niet gespeeld.
Het toernooi van 1993 trok 392.760 toeschouwers.

## Belangrijkste uitslagen
Mannenenkelspel

Finale: Pete Sampras (Verenigde Staten) won van Jim Courier (Verenigde Staten) met 7-6, 7-6, 3-6, 6-3
Vrouwenenkelspel

Finale: Steffi Graf (Duitsland) won van Jana Novotná (Tsjechië) met 7-6, 1-6, 6-4
Mannendubbelspel

Finale: Todd Woodbridge (Australië) en Mark Woodforde (Australië) wonnen van Grant Connell (Canada) en Patrick Galbraith (Verenigde Staten) met 7-6, 6-3, 6-1
Vrouwendubbelspel

Finale: Gigi Fernández (Verenigde Staten) en Natallja Zverava (Wit-Rusland) wonnen van Larisa Neiland (Letland) en Jana Novotná (Tsjechië) met 6-4, 6-7, 6-4
Gemengd dubbelspel

Finale: Martina Navrátilová (Verenigde Staten) en Mark Woodforde (Australië) wonnen van Manon Bollegraf (Nederland) en Tom Nijssen (Nederland) met 6-3, 6-4
Meisjesenkelspel

Finale: Nancy Feber (België) won van Rita Grande (Italië) met 7-6, 1-6, 6-2
Meisjesdubbelspel

Finale: Laurence Courtois (België) en Nancy Feber (België) wonnen van Hiroko Mochizuki (Japan) en Yuka Yoshida (Japan) met 6-3, 6-4
Jongensenkelspel

Finale: Răzvan Sabău (Roemenië) won van Jimy Szymanski (Venezuela) met 6-1, 6-3
Jongensdubbelspel

Finale: Steven Downs (Nieuw-Zeeland) en James Greenhalgh (Nieuw-Zeeland) wonnen van Neville Godwin (Zuid-Afrika) en Gareth Williams met 6-7, 7-6, 7-5

## Toeschouwersaantallen en bezoekerscapaciteit
|           |        | Eerste week |         | Tweede week |
| --------- | ------ | ----------- | ------- | ----------- |
| Maandag   |        | 31.463      |         | 36.542      |
| Dinsdag   | 33.373 | 32.001      |         |             |
| Woensdag  | 35.681 | 29.355      |         |             |
| Donderdag | 36.103 | 23.703      |         |             |
| Vrijdag   | 35.657 | 22.496      |         |             |
| Zaterdag  | 33.309 | 21.021      |         |             |
| Zondag    | –      | 22.056      |         |             |
| Totaal    |        | 392.760     | 392.760 | 392.760     |

| Baan                           | Zitplaatsen                    | Staanplaatsen                  |                                | Baan                           | Zitplaatsen   |
| ------------------------------ | ------------------------------ | ------------------------------ | ------------------------------ | ------------------------------ | ------------- |
| Centre Court                   | 13.118                         | –                              |                                | Court No. 9                    | –             |
| Court No. 1                    | 6.508                          | 820                            | Court No. 10                   | –                              |               |
| Court No. 2                    | 2.220                          | 770                            | Court No. 11                   | 162                            |               |
| Court No. 3                    | 800                            | –                              | Court No. 12                   | –                              |               |
| Court No. 4                    | –                              | –                              | Court No. 13                   | 1.604                          |               |
| Court No. 5                    | –                              | –                              | Court No. 14                   | 1.816                          |               |
| Court No. 6                    | 250                            | –                              | Court No. 15                   | –                              |               |
| Court No. 7                    | 250                            | –                              | Court No. 16                   | –                              |               |
| Court No. 8                    | –                              | –                              | Court No. 17                   | 180                            |               |
| Totaal zitplaatsen             | Totaal zitplaatsen             | Totaal zitplaatsen             | Totaal zitplaatsen             | Totaal zitplaatsen             | 26.799        |
| Totaal staanplaatsen           | Totaal staanplaatsen           | Totaal staanplaatsen           | Totaal staanplaatsen           | Totaal staanplaatsen           | 1.590         |
|                                |                                |                                |                                |                                |               |
| Bezoekerscapaciteit tennispark | Bezoekerscapaciteit tennispark | Bezoekerscapaciteit tennispark | Bezoekerscapaciteit tennispark | Bezoekerscapaciteit tennispark | 28.000-29.000 |

## Uitzendrechten
In Nederland was Wimbledon te zien op de publieke omroep op Nederland 3. Er werd dagelijks rechtstreeks verslag gedaan van 15.00 uur tot 18.00 uur. Op dezelfde zender werd van 18.55 tot 19.25 uur de dag samengevat.
Verder kon het toernooi ook gevolgd worden bij de Britse publieke omroep BBC, waar uitgebreid live-verslag werd gedaan op de zenders BBC One en BBC Two. In Duitsland werd Wimbledon dagelijks van 13.00 uur tot 19.10 uur uitgezonden op de commerciële zender RTL Television.
1877 · 1878 · 1879 · 1880 · 1881 · 1882 · 1883 · 1884 · 1885 · 1886 · 1887 · 1888 · 1889 · 1890 · 1891 · 1892 · 1893 · 1894 · 1895 · 1896 · 1897 · 1898 · 1899 · 1900 · 1901 · 1902 · 1903 · 1904 · 1905 · 1906 · 1907 · 1908 · 1909 · 1910 · 1911 · 1912 · 1913 · 1914 · 1915–1918 · 1919 · 1920 · 1921 · 1922 · 1923 · 1924 · 1925 · 1926 · 1927 · 1928 · 1929 · 1930 · 1931 · 1932 · 1933 · 1934 · 1935 · 1936 · 1937 · 1938 · 1939 · 1940–1945 · 1946 · 1947 · 1948 · 1949 · 1950 · 1951 · 1952 · 1953 · 1954 · 1955 · 1956 · 1957 · 1958 · 1959 · 1960 · 1961 · 1962 · 1963 · 1964 · 1965 · 1966 · 1967
↓ open tijdperk ↓
1968 (m-v-md-vd-gd) · 1969 (m-v-md-vd-gd) · 1970 (m-v-md-vd-gd) · 1971 (m-v-md-vd-gd) · 1972 (m-v-md-vd-gd) · 1973 (m-v-md-vd-gd) · 1974 (m-v-md-vd-gd) · 1975 (m-v-md-vd-gd) · 1976 (m-v-md-vd-gd) · 1977 (m-v-md-vd-gd) · 1978 (m-v-md-vd-gd) · 1979 (m-v-md-vd-gd) · 1980 (m-v-md-vd-gd) · 1981 (m-v-md-vd-gd) · 1982 (m-v-md-vd-gd) · 1983 (m-v-md-vd-gd) · 1984 (m-v-md-vd-gd) · 1985 (m-v-md-vd-gd) · 1986 (m-v-md-vd-gd) · 1987 (m-v-md-vd-gd) · 1988 (m-v-md-vd-gd) · 1989 (m-v-md-vd-gd) · 1990 (m-v-md-vd-gd) · 1991 (m-v-md-vd-gd) · 1992 (m-v-md-vd-gd) · 1993 (m-v-md-vd-gd) · 1994 (m-v-md-vd-gd) · 1995 (m-v-md-vd-gd) · 1996 (m-v-md-vd-gd) · 1997 (m-v-md-vd-gd) · 1998 (m-v-md-vd-gd) · 1999 (m-v-md-vd-gd) · 2000 (m-v-md-vd-gd) · 2001 (m-v-md-vd-gd) · 2002 (m-v-md-vd-gd) · 2003 (m-v-md-vd-gd) · 2004 (m-v-md-vd-gd) · 2005 (m-v-md-vd-gd) · 2006 (m-v-md-vd-gd) · 2007 (m-v-md-vd-gd) · 2008 (m-v-md-vd-gd) · 2009 (m-v-md-vd-gd) · 2010 (m-v-md-vd-gd) · 2011 (m-v-md-vd-gd) · 2012 (m-v-md-vd-gd) · 2013 (m-v-md-vd-gd) · 2014 (m-v-md-vd-gd) · 2015 (m-v-md-vd-gd) · 2016 (m-v-md-vd-gd) · 2017 (m-v-md-vd-gd) · 2018 (m-v-md-vd-gd) · 2019 (m-v-md-vd-gd) · 2020 · 2021 (m-v-md-vd-gd) · 2022 (m-v-md-vd-gd) · 2023 (m-v-md-vd-gd) · 2024 (m-v-md-vd-gd)
Lijst van Wimbledonwinnaars · Toernooien per editie